# Telmatobius brachydactylus
Telmatobius brachydactylus es una especie  de anfibio anuro de la familia Telmatobiidae. Se distribuye por Perú, en altitudes de entre 4000–6000 metros. Su mayor amenaza es su caza como comida y medicina.